# Gloucester Road (stanice metra v Londýně)
Gloucester Road je stanice londýnského metra, otevřená v roce 1868. Nachází se na linkách :
- District Line (mezi stanicemi Earl's Court a South Kensington)
- Circle Line (mezi stanicemi High Street Kensington a South Kensington)
- Piccadilly Line (mezi stanicemi Earl's Court a South Kensington).

Ročně tato stanice odbaví cca 12 milionů cestujících.